# Air Koryo
Air Koryo (tiếng Triều Tiên: 고려항공; Hancha: 高麗航空; McCune–Reischauer: Koryŏ Hanggong; Hán-Việt: Cao Ly Hàng không), tên giao dịch tiếng Anh là Air Koryo Korean Airways, viết tắt là Air Koryo, (mã IATA = JS, mã ICAO = KOR) là hãng hàng không quốc gia và là hãng hàng không thương mại duy nhất của Triều Tiên. Hãng do nhà nước sở hữu và do lực lượng không quân Triều Tiên kiểm soát. Có trụ sở chính tại Sunan-guyŏk, Bình Nhưỡng, Nó khai thác các tuyến bay nội địa và quốc tế - theo lịch trình thường lệ chỉ đến Bắc Kinh, Thẩm Dương và Vladivostok từ trung tâm tại Sân bay quốc tế Sunan của Bình Nhưỡng. Hãng cũng khai thác các chuyến bay thay mặt cho chính phủ Triều Tiên, với một trong những máy bay của hãng phục vụ như máy bay cá nhân của Chủ tịch Triều Tiên Kim Jong Un. Đội bay của hãng bao gồm máy bay Ilyushin và Tupolev từ Liên Xô và Nga, và máy bay Antonov từ Ukraine.
Lịch sử của Air Koryo có thể bắt nguồn từ việc thành lập Soviet–North Korean Airline (SOKAO) năm 1950. Sau Chiến tranh Triều Tiên, vào năm 1955, hãng hàng không này được tổ chức lại thành Korean Airways (조선민항; 朝鮮民航; Chosŏn Minhang, Triều Tiên Dân hàng) và bắt đầu các tuyến bay nội địa và quốc tế đến các quốc gia cộng sản khác thuộc khối phía đông ở Châu Á và Châu Âu. Do đội bay Liên Xô cũ kỹ và các vấn đề liên quan đến an toàn và bảo dưỡng, Air Koryo đã bị cấm ở Liên minh Châu Âu trong giai đoạn 2006-2020, sau đó hãng được phép tiếp tục hoạt động vào EU bằng máy bay Tu-204 mới mua.
Trong thời kỳ Kim Jong Un nắm quyền, Air Koryo cũng bắt đầu mở rộng sang các lĩnh vực thương mại ngoài hàng không, chẳng hạn như vận tải mặt đất và hàng tiêu dùng.
Đại dịch COVID-19 đã khiến Air Koryo phải tạm dừng các hoạt động thường lệ, không có chuyến bay quốc tế theo lịch trình nào trong giai đoạn 2020-2023.

## Lịch sử

### Thành lập
Đầu năm 1950, SOKAO, SOKAO (Soviet–Korean Airline, 소련-조선항공; 蘇聯-朝鮮航空; Soryŏn-Chosŏn Hanggong) được thành lập như một liên doanh giữa Triều Tiên và Liên Xô để kết nối Bình Nhưỡng với Moscow. Các chuyến bay thường xuyên bắt đầu cùng năm đó.  Các dịch vụ đã bị đình chỉ trong Chiến tranh Triều Tiên, tiếp tục hoạt động vào năm 1953 với tư cách là Cục Hàng không Dân dụng, Bộ Giao thông Vận tải CHDCND Triều Tiên. Hãng hàng không nhà nước sau đó được đặt dưới sự kiểm soát của Cục Hàng không Dân dụng Triều Tiên (CAAK) và đổi tên thành Korean Airways (조선민항; 朝鮮民航; Chosŏn Minhang), bắt đầu hoạt động vào ngày 21 tháng 9 năm 1955 với các máy bay Lisunov Li-2, Antonov An-2 và Ilyushin Il-12. Các máy bay Ilyushin Il-14 và Ilyushin Il-18 được bổ sung vào đội bay vào những năm 1960.

### Mở rộng
Hoạt động máy bay phản lực bắt đầu vào năm 1975 khi chiếc Tupolev Tu-154 đầu tiên được giao để phục vụ từ Bình Nhưỡng đến Prague, Đông Berlin và Moscow với các điểm dừng tiếp nhiên liệu ở Irkutsk và Novosibirsk, vì Tu-154 không có đủ tầm bay. Tu-134 và An-24 cũng được giao để bắt đầu các dịch vụ trong nước. Đội bay Tu-154 được tăng cường vào đầu những năm 1980, trong khi chiếc Ilyushin Il-62 đường dài đầu tiên được giao trở lại vào năm 1979 (hai trong số những máy bay này được sử dụng theo cấu hình VIP), cho phép Korean Airways cung cấp dịch vụ bay thẳng không dừng đến Moscow lần đầu tiên, cũng như phục vụ Sofia và Belgrade.
Bên cạnh máy bay Liên Xô, Triều Tiên cũng cân nhắc mua máy bay phản lực siêu thanh Concorde cho Air Koryo theo một kế hoạch của Kim Il Sung nhằm nâng cao uy tín quốc tế của đất nước. Triều Tiên và Aérospatiale và British Aerospace – hai nhà sản xuất châu Âu của Concorde – đã ký một thỏa thuận mua sơ bộ với quốc gia này cho hai chiếc Concorde vào năm 1979, nhưng thỏa thuận này không bao giờ được tiến hành vì những thách thức kinh tế của Triều Tiên và căng thẳng Chiến tranh Lạnh giữa Đông và Tây.

Kết thúc cuộc Chiến tranh Lạnh và sự sụp đổ của Chủ nghĩa cộng sản ở Đông Âu khiến cho số lớn các tuyến bay quốc tế của hãng phải cắt giảm.

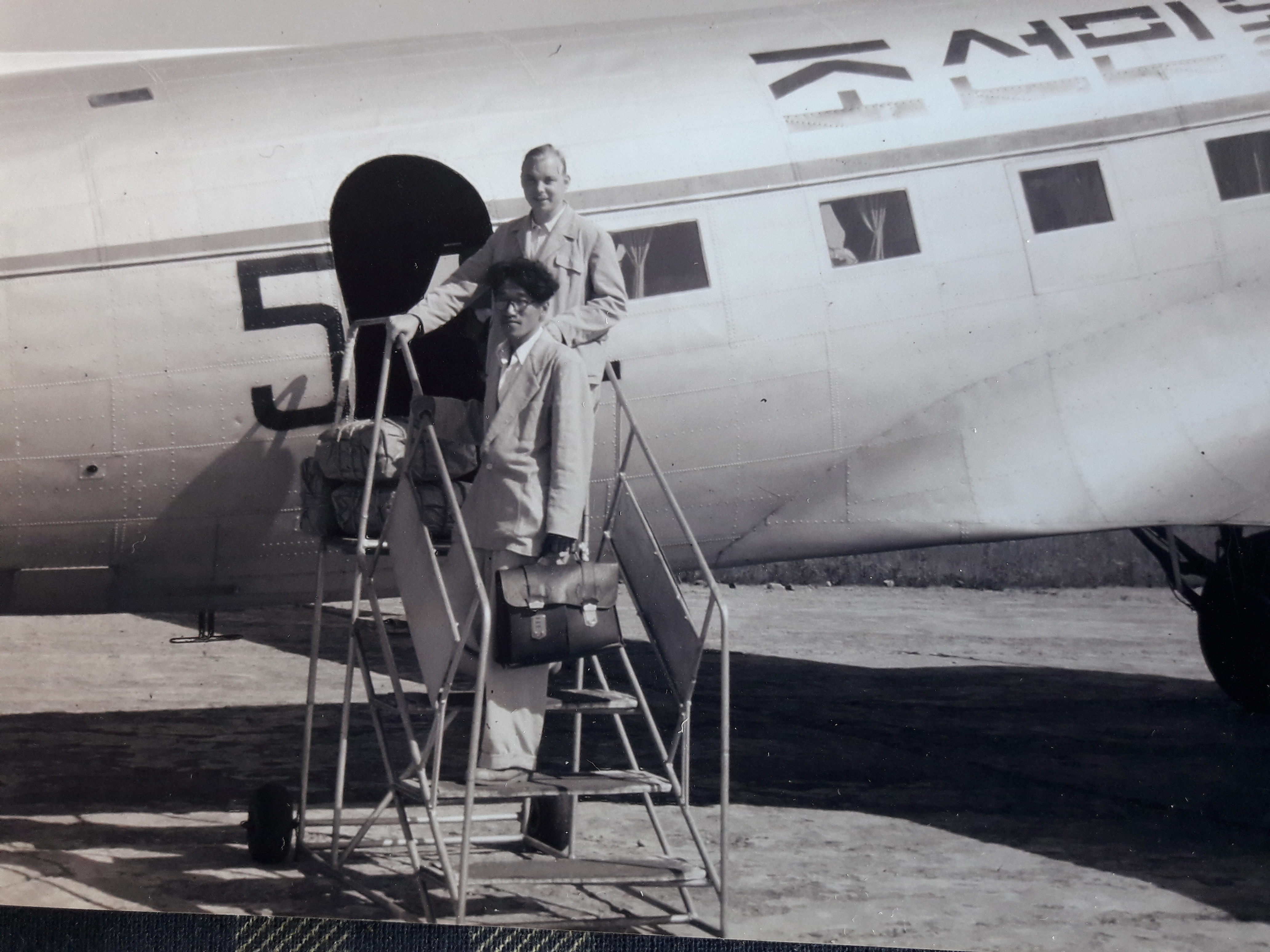
Máy bay Lisunov Li-2 của Chosonminhang với các nhân viên của Đoàn Công tác Đức Hàm Hưng

Biểu trưng của Chosonminhang (Triều Tiên Dân hàng)

Năm 1993 CAAK đổi tên thành Air Koryo. Cùng năm hãng đặt mua 3 máy bay Ilyushin Il-76 để chở hàng hóa tới Trung Quốc và Nga. Mới đây hãng đã đặt mua 2 máy bay Tu-204 để thay đội máy bay quốc tế cũ và cũng bắt đầu hiện đại hóa đội máy bay quốc nội.

### Thế kỷ 21
Chiến tranh Lạnh kết thúc và chủ nghĩa cộng sản sụp đổ ở Đông Âu đã khiến số lượng các dịch vụ quốc tế giảm mạnh. Korean Airways đổi tên thành Air Koryo vào ngày 28 tháng 3 năm 1992 và vào năm 1993, đã đặt mua ba máy bay chở hàng Ilyushin Il-76 để vận chuyển hàng hóa đến và đi từ các điểm đến của hãng tại Trung Quốc và Nga.
Air Koryo đã mua một máy bay Tupolev Tu-204-300 vào tháng 12 năm 2007 và một máy bay khác vào tháng 3 năm 2010 để thay thế đội bay quốc tế đang già cỗi của mình. Với Tu-204, Air Koryo sẽ có thể bay đến Châu Âu.

Do lo ngại về an toàn và bảo dưỡng, Air Koryo đã bị đưa vào danh sách các hãng hàng không bị cấm tại Liên minh Châu Âu vào tháng 3 năm 2006. Ủy ban Châu Âu đã tìm thấy bằng chứng về những thiếu sót nghiêm trọng về an toàn của Air Koryo trong quá trình kiểm tra đường băng tại Pháp và Đức. Air Koryo liên tục không giải quyết những vấn đề này trong các cuộc thanh tra đường băng tiếp theo do EU thực hiện theo chương trình SAFA, chỉ ra những thiếu sót rõ ràng về an toàn hệ thống trong các hoạt động của Air Koryo. Hãng hàng không này đã không trả lời yêu cầu của Cục Hàng không Dân dụng Pháp liên quan đến các hoạt động an toàn của mình, chỉ ra sự thiếu minh bạch hoặc giao tiếp từ phía Air Koryo. Kế hoạch của Air Koryo về hành động khắc phục, được trình bày để đáp lại yêu cầu của Pháp, đã được phát hiện là không đầy đủ và không đủ. EC cũng cho rằng chính quyền Bắc Triều Tiên đã không giám sát đầy đủ hãng hàng không quốc gia này, điều mà họ có nghĩa vụ phải làm theo Công ước Chicago. Do đó, trên cơ sở các tiêu chí chung, Ủy ban đã đánh giá rằng Air Koryo đã không đáp ứng các tiêu chuẩn an toàn có liên quan.

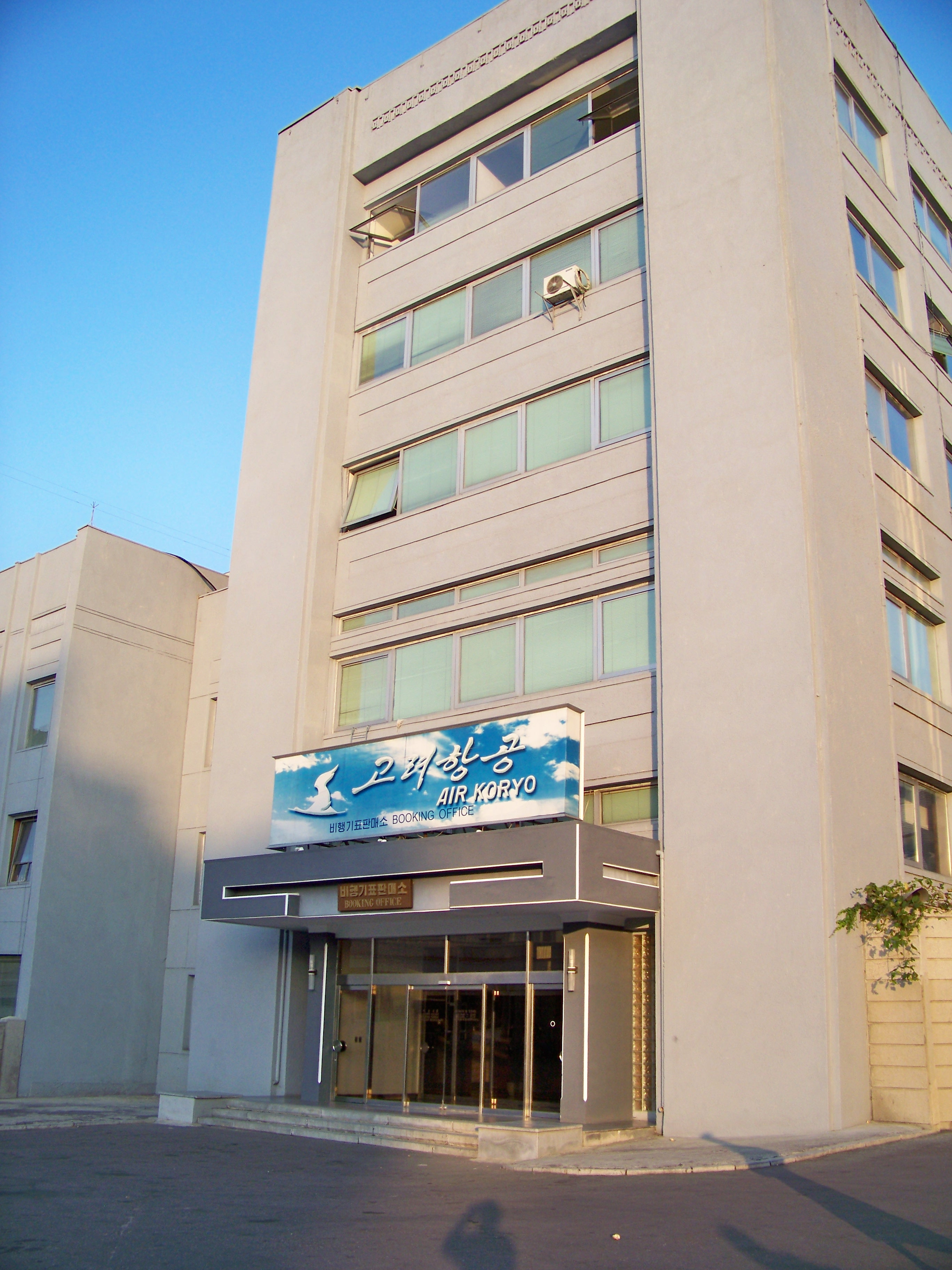
Trụ sở của Air Koryo tại Bình Nhưỡng

Vào tháng 9 năm 2009, Air Koryo đã đặt mua thêm một chiếc Tupolev Tu-204-300 và một chiếc Tupolev Tu-204-100. Air Koryo sẽ nhận được chiếc Tupolev Tu-204-100B đầu tiên trong số hai chiếc được trang bị 210 chỗ ngồi. Các chuyến bay đến Đại Liên ở Trung Quốc đã được thêm vào lịch trình của Air Koryo. Ngoài ra, các chuyến bay Tu-134 hai lần một tuần từ Bình Nhưỡng và các dịch vụ trực tiếp từ Bình Nhưỡng đến Phố Đông Thượng Hải đã được khai trương với dịch vụ hai tuần một lần trên JS522 và trở về trên JS523 vào năm 2010.
Vào tháng 3 năm 2010, Air Koryo chỉ được phép tiếp tục hoạt động vào EU bằng máy bay Tu-204 của họ, được trang bị các thiết bị cần thiết để tuân thủ các tiêu chuẩn quốc tế bắt buộc. Vào tháng 4 năm 2011, Air Koryo đã khai trương các dịch vụ đầu tiên đến Malaysia với việc khai trương các chuyến bay từ Bình Nhưỡng đến Kuala Lumpur. Các chuyến bay được khai thác hai lần một tuần bằng Tu-204, nhưng đã bị hủy vào giữa năm 2017 do lệnh trừng phạt áp đặt sau vụ đầu độc Kim Jong-nam tại Sân bay quốc tế Kuala Lumpur do các điệp viên Triều Tiên bị tình nghi thực hiện.
Năm 2011, Air Koryo cũng đã khai trương các dịch vụ đến Thành phố Kuwait, được khai thác hàng tuần bằng máy bay Tu-204. Các dịch vụ này hoạt động trong mùa cao điểm du lịch – từ tháng 4 đến tháng 10.
Năm 2012, Air Koryo đã nối lại các chuyến bay đến Kuala Lumpur nhưng đã ngừng dịch vụ vào năm 2014 cùng với việc mở rộng sang Cáp Nhĩ Tân, Trung Quốc. Năm 2012, Juche Travel Services, một công ty điều hành các tour du lịch đến Bắc Triều Tiên, đã khai trương các tour du lịch "dành cho người đam mê hàng không" bằng máy bay thuê bao của Air Koryo, cung cấp cho du khách cơ hội bay trên mọi loại máy bay của Air Koryo trong phạm vi Bắc Triều Tiên, Mil-17, An-24, Tu-134, Tu-154 và Il-62. Các dịch vụ quốc tế được khai thác bằng An-148, Tu-154 hoặc Tu-204.
Vào năm 2017, dưới thời Chủ tịch Triều Tiên Kim Jong Un, có những dấu hiệu cho thấy Air Koryo đang mở rộng sang các lĩnh vực thương mại ngoài hàng không, cung cấp hàng hóa và dịch vụ đa dạng như trạm xăng, taxi, thuốc lá, nước giải khát và thịt gà lôi đóng hộp.
Tính đến năm 2021, hai máy bay Tupolev Tu-204-100B khác được cho là đã chuẩn bị cho Air Koryo thuê. Tuy nhiên, cả hai đều được nhìn thấy với tên Sky KG Airlines được thêm vào trên màu sắc của Air Koryo và đã được Moscow chuyển đến Sân bay quốc tế Zhukovsky, nơi chúng vẫn ở lại cho đến tháng 11 năm 2023. Các báo cáo tình báo và phương tiện truyền thông cho thấy rằng Triều Tiên vẫn có thể đang cố gắng mua lại hai máy bay phản lực này với sự hỗ trợ của Nga kể từ tháng 11 năm 2023.

### Đại dịch COVID-19
Air Koryo bị ảnh hưởng nghiêm trọng bởi đại dịch COVID-19. Vào ngày 24 tháng 1 năm 2020, hãng hàng không đã hủy một số chuyến bay đến Trung Quốc – đến Macao, Thượng Hải và Thẩm Dương – và vào ngày 1 tháng 2 đã hủy hai tuyến bay quốc tế còn lại đến Bắc Kinh và Vladivostok. Các chuyến bay quốc tế vẫn bị hủy cho đến tháng 8 năm 2023, bay trở lại vào ngày 22 tháng 8 đến Bắc Kinh và vào ngày 25 tháng 8 đến Vladivostok bằng máy bay Tu–204.
Công ty đã bay đến nước láng giềng Trung Quốc để thu thập các nguồn cung cấp liên quan đến COVID-19.

## Điểm đến
Các dịch vụ quốc tế theo lịch trình chỉ được khai thác từ Bình Nhưỡng đến Bắc Kinh, Thẩm Dương và Vladivostok; các điểm đến bổ sung không được liệt kê trên trang web của họ, nhưng hiển thị ở nơi khác dưới dạng dịch vụ thuê bao hoặc dịch vụ thuê bao theo mùa cũng được bao gồm.
Các chuyến bay thuê bao thường lệ đầu tiên giữa Triều Tiên và Hàn Quốc bắt đầu vào năm 2003. Chuyến bay đầu tiên của Air Koryo do một chiếc Tu-154 khai thác đã hạ cánh tại Sân bay quốc tế Incheon của Seoul. Air Koryo đã khai thác 40 dịch vụ khứ hồi đến Seoul, cùng với các chuyến bay đến Yangyang và Busan ở Hàn Quốc. Các chuyến bay thuê bao liên Triều từ Sân bay Sondok của Hamhung đến Sân bay quốc tế Yangyang ở Hàn Quốc bắt đầu vào năm 2002. Hiện tại, không có chuyến bay liên Triều nào do luật pháp ở cả hai quốc gia. Vào năm 2014, Air Koryo đã khai thác một loạt các dịch vụ đến Sân bay quốc tế Incheon của Seoul bằng máy bay Tu-204 và An-148 cho Đại hội thể thao châu Á 2014 được tổ chức tại Incheon.
Theo Lịch trình bay các chuyến thuê bao của hãng vào năm 1999-2000, thì hãng có các nơi đến tương đối thường xuyên là Thâm Quyến (JS137/138), Ma Cao (JS187/188) và các chuyến thuê bao không thường xuyến tới Moskva (JS215/216), Sofia (JS217/218), Zürich, Praha, Budapest, Amsterdam, Thành phố New York, Seoul (JS815/816 và 817/818), Busan, Yanyang (JS801/802) và vài thành phố của Nhật Bản, nhất là Nagoya (JS831/832)
Air Koryo đã điều hành quan hệ đối tác hàng không liên tuyến với Aeroflot (SkyTeam) trên các dịch vụ phát ra từ Vladivostok và Bình Nhưỡng cho đến năm 2017 khi hãng này buộc phải chấm dứt thỏa thuận do các lệnh trừng phạt mới được áp đặt.
(Các điểm đến tính đến năm 2024)
- Trung Quốc

- Bắc Kinh
- Thẩm Dương

- Cộng hòa Dân chủ Nhân dân Triều Tiên

- Bình Nhưỡng
- Nguyên Sơn
- Tam Trì Uyên
- Hàm Hưng
- Thanh Tân

- Nga

- Vladivostok

## Bộ nhận diện thương hiệu

###### Biểu trưng
Trước năm 2024, biểu trưng của Air Koryo là hình con sếu đang bay với phần cánh được cách điệu theo hình dáng của Bán đảo Triều Tiên, tượng trưng cho sự thống nhất của hai miền Nam - Bắc Triều Tiên.
Tuy nhiên sau khi sửa đổi hiến pháp đầu năm 2024, Triều Tiên đã từ bỏ nỗ lực thống nhất với Hàn Quốc, trong đó có việc cắt đứt mọi liên lạc liên Triều, coi Hàn Quốc là "ngoại bang", sửa đổi lại bản đồ trên các phương tiện thông tin đại chúng, phá bỏ Cổng Thống nhất tại Bình Nhưỡng, đóng cửa tổ chức liên quan đến công tác thống nhất Triều Tiên. Biểu trưng của hãng hàng không Air Koryo cũng được thay đổi để phù hợp với Hiến pháp, khi đôi cánh được vẽ lại thành cách điệu các lớp lông vũ trên cánh chim.

###### Màu sơn máy bay
Trước năm 2015, màu sơn của Air Koryo là quốc kỳ Triều Tiên hình bình hành trên đuôi và một dải màu xanh - trắng - đỏ - trắng - xanh tượng trưng cho quốc kỳ Triều Tiên chạy dọc máy bay.
Năm 2015, Air Koryo đã công bố màu sơn mới với quốc kỳ Triều Tiên được vẽ lại dưới trạng thái đang tung bay ở đuôi, cùng với một dải màu đỏ nhỏ chạy dọc trên phần bụng máy bay màu xám.

## Đội máy bay

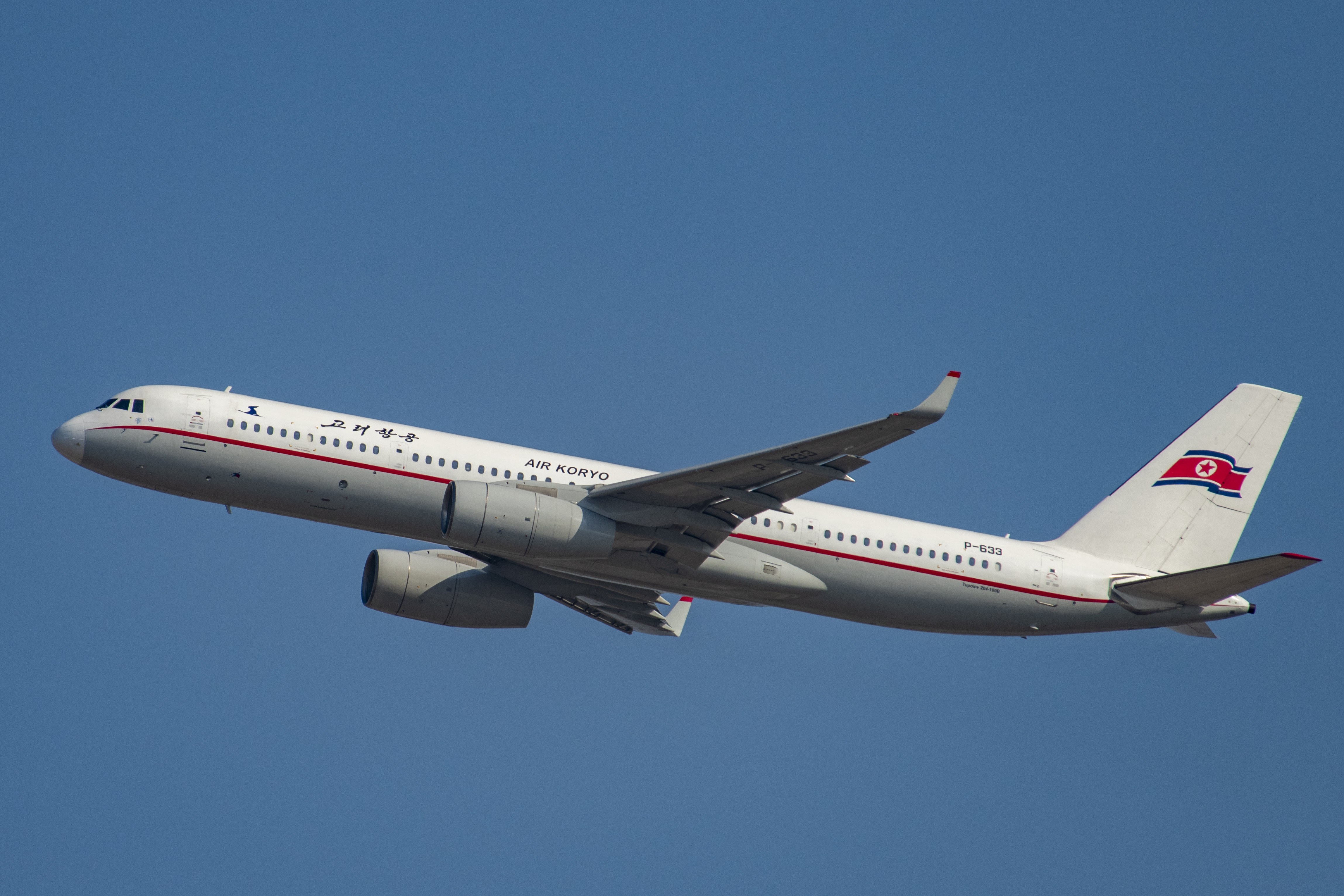
Máy bay Tupolev Tu-204-100 của Air Koryo tại Sân bay Quốc tế Thủ đô Bắc Kinh năm 2019

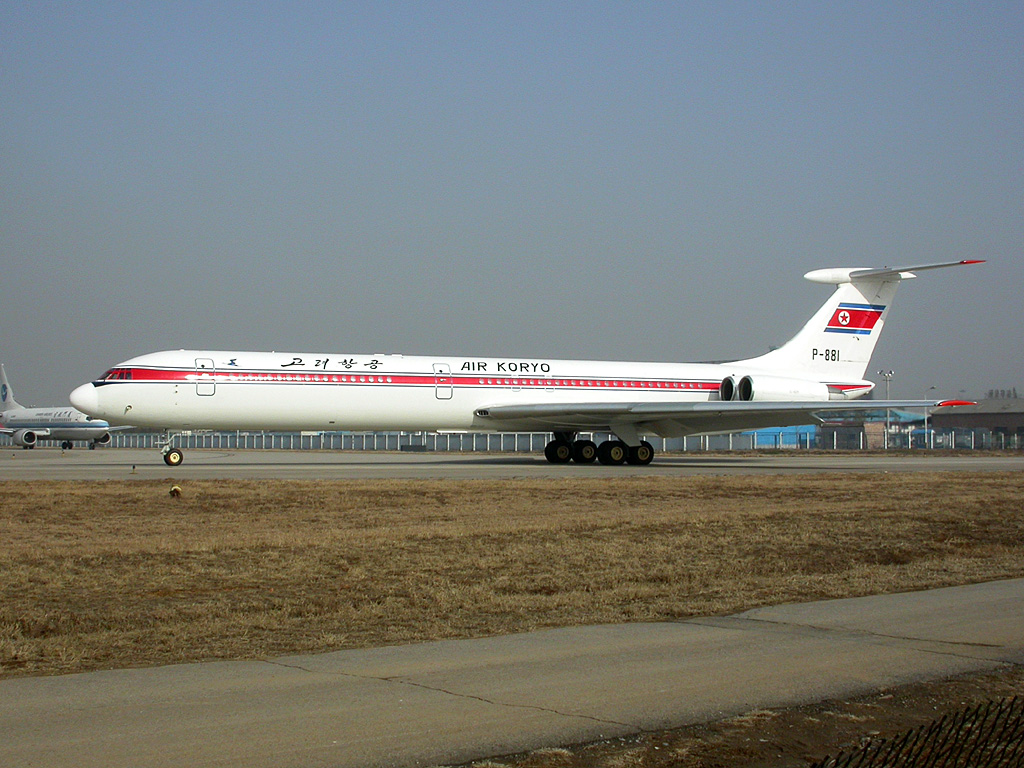
Máy bay Ilyushin IL-62M (P-881) tại sân bay quốc tế Thủ đô Bắc Kinh

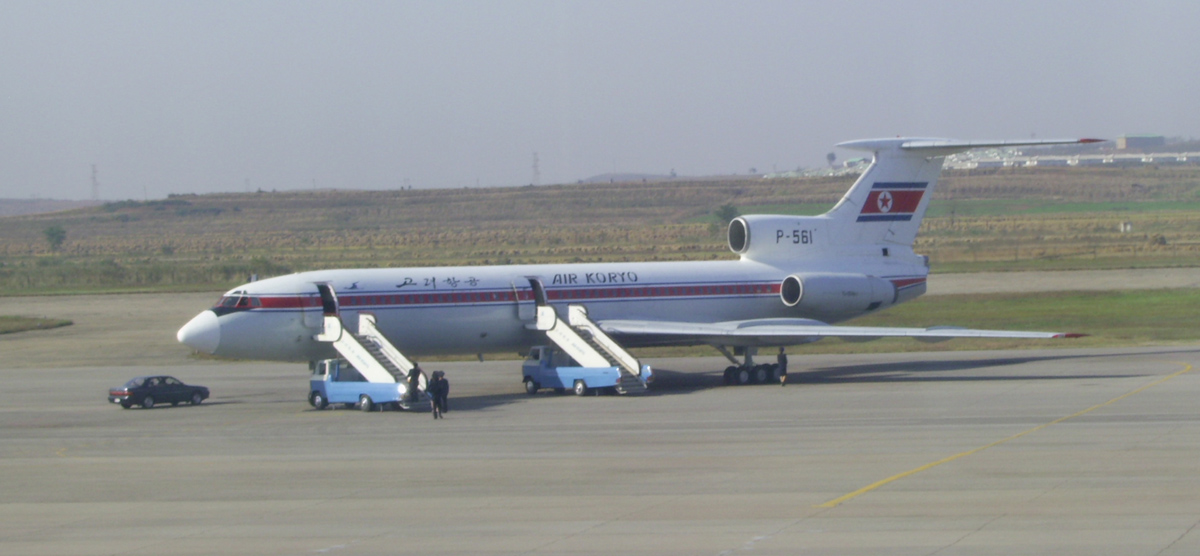
Một máy bay Tupolev TU-154B-2 ở Bình Nhưỡng

(tính đến năm 2024):

## Tai nạn
- Ngày 1/7/1981 = 1 máy bay Ilyushin 62M của CAAK (tiền thân của Air Koryo) từ Bình Nhưỡng tới Conakry (Guinea) đã bị tai nạn ở vùng núi Fouta Djall (Guinea). Tất cả 23 người trên máy bay bị thiệt mạng.
- Ngày 15/8/2006 = 1 máy bay Tupolev 154B-2 của Air Koryo từ Bắc Kinh về Bình Nhưỡng, khi đáp xuống sân bay quốc tế Sunan đã bị trượt khỏi đường băng trong thời tiết xấu. May là không có ai bị thương tích.[64][65]